# Powiat Kamiminochi
Powiat Kamiminochi (jap. 上水内郡 Kamiminochi-gun) – powiat w Japonii, w prefekturze Nagano. W 2024 roku liczył 19 267 mieszkańców.

## Miejscowości
- Iizuna
- Shinano
- Ogawa